# رزالیند بیلی
رُزالیند بـِیلی (انگلیسی: Rosalind Bailey؛ زادهٔ ۱۹۴۶ میلادی) بازیگر اهل بریتانیا است.
از فیلم‌ها یا مجموعه‌های تلویزیونی که وی در آن‌ها نقش داشته‌است، می‌توان به پوآرو اشاره نمود.